# Geschiedenis van de film
De film groeide uit van een kleinschalige nieuwe uitvinding aan het einde van de negentiende eeuw tot een van de belangrijkste vormen van communicatie en amusement, en werd in de 20ste eeuw een van de massamedia. Films hebben invloed op kunst, technologie en politiek.

## Ontstaan

### Voorlopers van de bioscoop
Het medium film als kunstvorm kwam voort uit, en heeft invloeden ondergaan van, onder andere de literatuur, het theater en de fotografie. Het idee achter film, namelijk een realistische representatie van bewegende beelden, is al heel oud. Reeds in de prehistorie werd met schaduwspellen getracht dit te bewerkstelligen. En in de klassieke oudheid beschreef Plato in zijn allegorie van de grot een tafereel dat veel weg heeft van een "bioscoopbezoek".
De nieuwe technologie was er op gericht om bewegende beelden vast te leggen, om ze vervolgens op een scherm te kunnen projecteren. Aan het einde van de negentiende eeuw leidde dit tot het ontstaan van de filmzaal ('cinema'). Verschillende technische ontwikkelingen hebben hiertoe bijgedragen. In China werden al in de 2e eeuw apparaten gemaakt waarmee een illusie van beweging kon worden geproduceerd. Vervolgens nam de kennis omtrent de optica en het menselijk gezichtsvermogen toe: wetenschappers ontdekten dat het menselijk oog beelden die snel achter elkaar worden gezien waarneemt als één vloeiend en bewegend geheel. Op basis van deze kennis werd in de negentiende eeuw allerlei optisch speelgoed ontworpen, zoals de fenakistiscoop en de zoötroop. Met deze apparaten keek men door kijkgaatjes naar een draaiende schijf met afbeeldingen die telkens een beetje anders waren, waardoor een illusie van beweging werd gecreëerd.
Vervolgens is een tweede technische benodigdheid voor de filmtechnologie, die van de weergave op een scherm. Sinds het einde van de 18e eeuw werden er shows opgevoerd waarbij stilstaande beelden of silhouetten op een scherm werden geprojecteerd, met behulp van toverlantaarns en fantasmagorieën. Door deze vormen van amusement raakte het publiek ook langzaam gewend aan de door Plato beschreven kijkervaring in donkere ruimtes.
Een derde belangrijke technische ontwikkeling die tot de filmtechnologie heeft geleid komt uit de fotografie. Meer in het bijzonder de mogelijkheid om meerdere beelden achter elkaar te schieten; een film bestaat immers uit zo’n 16 tot 24 beelden (frames) per seconde, en soms is de beeldfrequentie nog hoger. Na de eerste geslaagde foto duurt het nog een halve eeuw, tot 1878, voordat de belichtingstijd is teruggedrongen van Niépces 8 uur tot een fractie van een seconde. Fotografisch materiaal wordt dan nog afgedrukt op glas, metaal, papier of afgeleiden daarvan.
De oppervlakte waarop de negatieven van de fotografische beelden werden geplaatst was voor foto's nog niet van enorm belang, maar voor film was het noodzakelijk dat dit materiaal flexibel genoeg zou zijn om snel door een camera te gaan. De introductie van celluloid-rollen in 1889 was in dit verband een belangrijke doorbraak, in de eerste plaats voor de fotografie, maar later ook voor film.
Een vijfde en laatste grote voorwaarde was namelijk dat de flexibele filmrol zeer snel door het filmapparaat moest kunnen draaien om daar meerdere beelden per seconden mee op te nemen. De filmrol moest voor ieder van deze frames kort stilstaan om het beeld op te nemen, om daarna weer snel door te draaien. Bij de projectie vond hetzelfde proces plaats. De eerste succesvolle ontwerpers van opnameapparatuur voor films konden gebruikmaken van andere uitvindingen uit het victoriaans tijdperk, zoals de naaimachine. De intermitterende werking van dit apparaat bracht de verschillende (gelijktijdige, Amerikaanse en Europese) uitvinders van de filmcamera op het idee om op dezelfde manier de inmiddels beschikbare flexibele filmstock snel van meerdere opnames per seconde te voorzien.

### Uitvinding van filmcamera's
Rond 1895 waren al deze technologische voorwaarden aanwezig, en werden deze onafhankelijk van elkaar door wetenschappers en uitvinders uit Europa en Noord-Amerika gecombineerd, om zo tot de eerste opname- en projectieapparatuur te komen. Deze pioniers waren voorafgegaan door verschillende personen die soortgelijke processen ontwikkelden, zonder echter de weergave van bewegend beeld als doel te hebben. Zo maakte Eadweard Muybridge in 1878 een serie van twaalf foto's die vlak achter elkaar werden gemaakt van een galopperend paard, genaamd Sallie Gardner. De fotoserie was bedoeld om de galop van paarden te onderzoeken, maar achter elkaar geprojecteerd vormen de foto's een 3 seconde durend filmpje, die Muybridge middels zijn Zoopraxiscope (misschien wel de eerste filmprojector) aan een publiek toonde. De Fransman Étienne-Jules Marey deed soortgelijke experimenten, gebruikte daarvoor een fotografische revolver en fotografeerde vogels. Hij gebruikte later een camera die door middel van een intermitterend mechanisme liefst 120 beelden per seconde op flexibel materiaal (papier) kon opnemen. Daarmee was hij de eerste die deze twee kernprincipes van filmopname combineerde, maar hij deed dat voor wetenschappelijke doeleinden. Marey's landgenoot Charles-Émile Reynaud ontwierp de praxinoscoop, die net als een zoötroop een soort ronddraaiende trommel was waarbinnen een strip met losse afbeeldingen zat, maar deze konden vlak achter elkaar worden geprojecteerd. Een andere Fransman, Louis Le Prince kwam dicht bij het ontwikkelen van film. Hij wist in 1888 Roundhay Garden Scene te maken, maar wist het niet te projecteren door het ontbreken van flexibel celluloid.

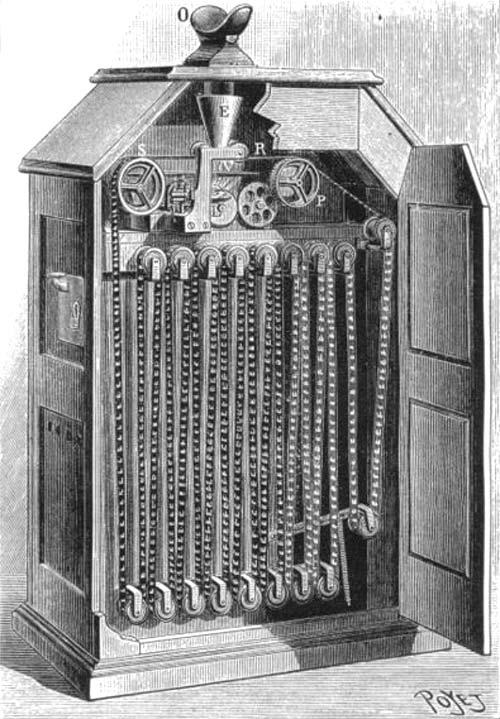
De kinetoscoop van Edison.

William Kennedy Laurie Dickson, hoofd-techniek van Edison Laboratories, staat bekend als de uitvinder van de celluloidstrip die geschikt is voor het opslaan van beelden (de basis van een van de methodes om te fotograferen), en voor het opslaan van bewegende beelden. Eerst werd een blok celluloid in smalle plakjes gesneden. De beschadigingen die bij het snijden aan het materiaal ontstonden werden met verhitte platen verwijderd. Om de plakjes vervolgens geschikt te maken voor de opslag van beelden werd er een lichtgevoelige gelatine-emulsie op aangebracht. Op de Wereldtentoonstelling van 1893 in Chicago introduceerde Thomas Edison een nieuwe uitvinding aan het publiek, de Kinetoscoop, de eerste filmprojector. Dit was een kastje waarin een celluloidfilm van Dickson door een elektrische motor werd aangedreven. Door een gloeilamp die door een lens scheen kon de kijker door middel van een oculair naar de beelden op de film kijken. Dickson en Edison werkten samen, Dickson maakte de films, van onderwerpen als acrobatiek, zangers en boksen, en Edison verzorgde de techniek. In 1895 besloot Edison de kinetoscoopfilm Anabelle's Dance met de hand in te kleuren, waarmee het de eerste kleurenfilm was.
Kinetoscopen werden al snel succesvol geïntroduceerd in Europa. Edison deed echter nooit een poging zijn uitvinding te patenteren in Europa omdat het succes van Edisons kinetoscoop gedeeltelijk was te danken aan eerdere experimenten en uitvindingen in Europa. Dit gaf in Europa wel de gelegenheid tot de bouw van imitaties van Edisons uitvinding. Zo bouwden Robert W. Paul en Birt Acres een verbeterde versie van Edisons kinetoscoop.

### Filmtechnologie vertoond

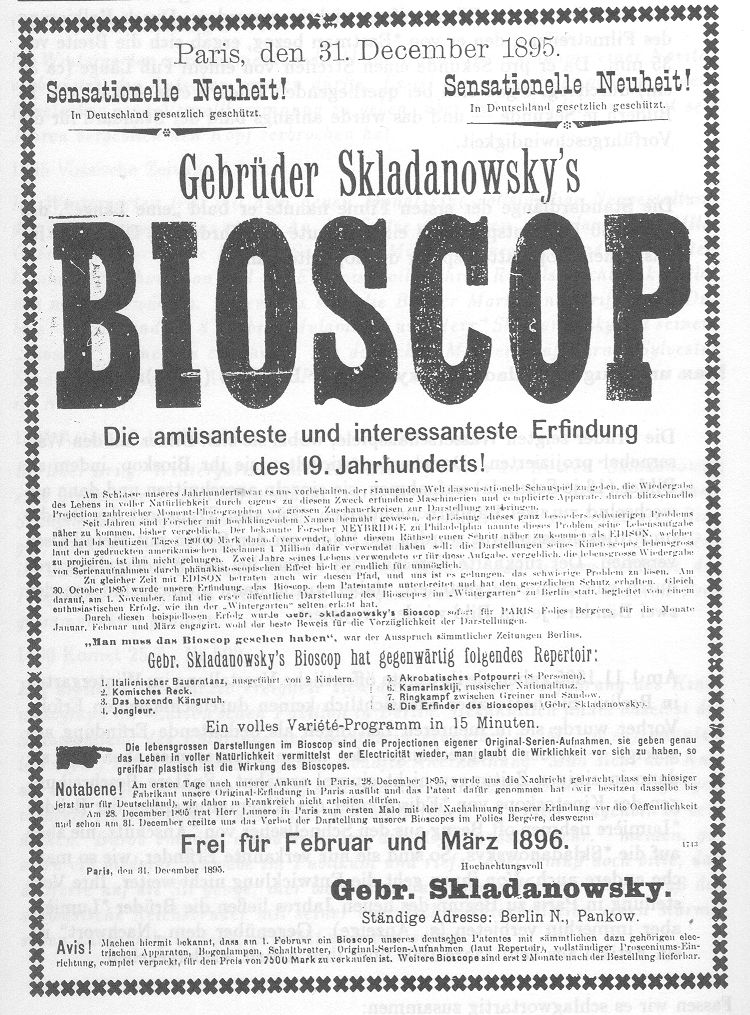
Affiche (31 december 1895) voor vertoning in Parijs met de "Bioscop" van de Gebroeders Skladanowsky.

Paul had het idee om films te vertonen aan meer dan één persoon. Dat was tot dan toe onmogelijk met Edisons uitvinding. Paul vond een filmprojector uit, en vertoonde daarmee zijn eerste film aan het publiek in 1896. In diezelfde tijd ontwierpen Auguste en Louis Lumière in Frankrijk de cinématographe, een draagbaar drie-in-een-apparaat: het bevatte een camera, een optische printer en een projector. Vader Antoine Lumière begon later in 1895 met experimenten om het publiek te laten betalen voor het kijken van films. De familie Lumière werd al snel een van de belangrijkste filmproducenten. Hun eerste echte productie was La Sortie de l'usine Lumière à Lyon. (Het verlaten van de Lumière-fabriek in Lyon). Op 22 maart 1895 werd deze film vertoond voor een publiek van ongeveer tien personen. Dat was later dan de vertoning van de eerste film door Woodville Latham en zijn bedrijf door middel van de eidoloscoop. Met dat apparaat werd in mei 1894 een filmvertoning gegeven aan zo'n twintig zakenmannen. De eidoloscoop liep echter ver achter bij cinématographe van de gebroeders Lumière.
Op 28 december 1895 vertoonden de broers hun films in het Salon indien du Grand Café aan de Boulevard des Capucines in Parijs. Dit wordt over het algemeen beschouwd als de eerste betaalde publieke vertoning van een film, maar in feite waren de gebroeders Skladanowsky hen op 1 november 1895 in Berlijn voor. Hun toestel was echter inferieur aan dat van de Lumières. Later maakten dezen de film L'Arroseur arrosé, vermoedelijk de eerste komediefilm ooit. Beide films werden gemaakt in 1895. In 1897 volgde in Barcelona Fructuós Gelabert i Badiella met de vertoning van Riña en un café, opgenomen met een zelfgebouwde camera en de eerste commerciële film uit Catalonië.
Rond dezelfde tijd werd in de Verenigde Staten de "phantoscoop" geïntroduceerd door Charles Francis Jenkins en Thomas Armat. Armat verkocht de uitvinding al snel aan The Kinetoscope Company, het bedrijf dat ook de rechten van de kinetoscoop in handen had. The Kinetoscope Company realiseerde zich al snel dat de phantoscoop verleden tijd zou worden vanwege de technische voorsprong van de Gebroeders Lumière en hun uitvinding. Edison verbeterde de phantoscoop en hernoemde het apparaat tot de "vitascoop", zes maanden na de introductie van de cinematograaf.
De films uit die tijd werden meestal vertoond in winkeletalages en tijdens vaudeville-theaterstukken. Een film was meestal minder dan een minuut lang en bestond meestal uit slechts een scène, waarin een opname van een theaterstuk, een (sport)evenement of een alledaagse gebeurtenis te zien was.

## Stomme film

### Vroege ontwikkelingen op het gebied van techniek en de filmindustrie
Al vanaf het begin probeerden uitvinders en producenten bewegend beeld synchroon te laten lopen met geluid, maar pas in de jaren 20 van de 20ste eeuw kwam er daadwerkelijk een goed werkend systeem op de markt om dit voor elkaar te krijgen. Soms werden er ook live geluidseffecten aan toegevoegd. De dialogen en de "voice-overs" werden uitgeschreven op titelkaarten die onder de film werden vertoond. Of er waren explicateurs aanwezig, die achter het doek stonden en geluiden nadeden die in de film te 'zien' waren. Ondertussen ging de ontwikkeling van de film door. De special effects werden aan het begin van de 20ste eeuw geïntroduceerd en ook werden de films steeds langer.
De Parijse toneelgoochelaar Georges Méliès begon in 1896 met het opnemen van filmpjes. Hij gebruikte daarvoor -overigens illegaal- een uitvinding gebaseerd op de kinetoscoop van Edison. De films zaten vol fantasie en speelden met de realiteit. In 1902 kwam zijn film Le voyage dans la lune (De reis naar de maan) uit, vermoedelijk de eerste film waarin het onderwerp ruimtereizen aan bod kwam. Méliès was pionier op het gebied van special effects. Hij liet zien dat er met film veel meer mogelijkheden zijn dan het slechts opnemen en weer afspelen ervan: je kunt er de werkelijkheid mee vervormen. De animatie aan het einde van de film was baanbrekend voor die tijd, en daarmee was Le voyage dans la lune een van de eerste (gedeeltelijke) animatiefilms.

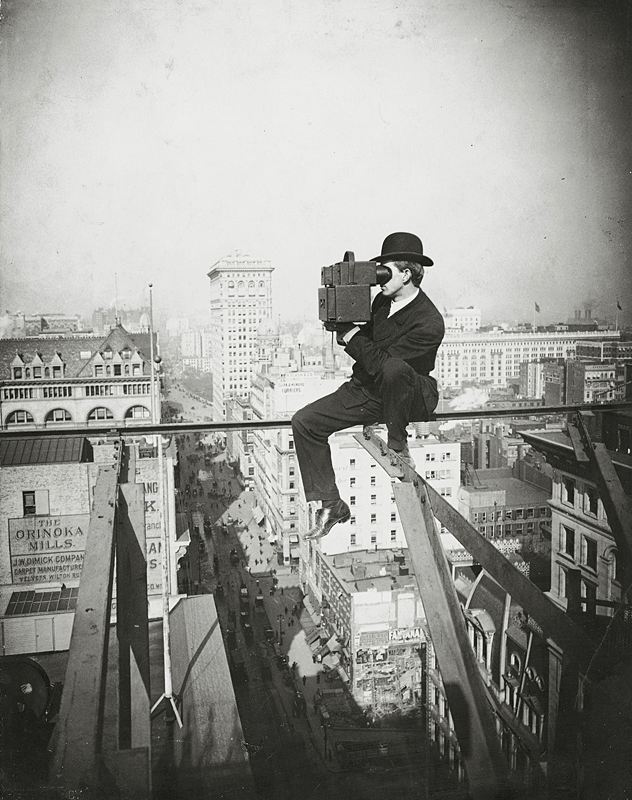
Filmopnamen boven de Fifth Avenue in New York.

Edwin S. Porter, Edisons belangrijkste regisseur aan het begin van de 20ste eeuw, deed veel ervaringen op op het gebied van filmmontage. Hij maakte en monteerde bijvoorbeeld in 1903 de films Life of an American Fireman en The Great Train Robbery. Die laatste film was de eerste western ooit gemaakt. Porter ontdekte dat de opname zelf, de cinematografie met de bijbehorende filmtechnieken, een belangrijk onderdeel is van de film. De lengte van de films nam ook steeds meer toe: waren de eerste films slechts enkele seconden lang, The Great Train Robbery duurde al 12 minuten. Dit zorgde voor de opkomst van de eerste filmtheaters in de Verenigde Staten, de Nickelodeon. Dat het medium "film" enorme potentie had, bleek in 1908, toen er alleen al in de Verenigde Staten meer dan 10.000 Nickelodeontheaters waren. De Gebroeders Pathé speelden een belangrijke rol in de filmindustrie: zij hadden het patent op meerdere basistechnieken in filmtheaters, waaronder op Pathéchrome. In de Verenigde Staten richtte Edison de Motion Picture Patents Company (MPPC) op. Dit bedrijf vertegenwoordigde de belangrijke filmbedrijven, waaronder Edisons eigen bedrijf, de Amerikaanse afdeling van Pathé en Eastman Kodak, destijds de belangrijkste producent van lege films. De MPPC had een groot aantal patenten in handen. Door rechtszaken aan te spannen of zelfs te dreigen met geweld tegen kleine, onafhankelijke filmmakers wist de organisatie een monopoliepositie te bemachtigen. Veel filmmakers vertrokken naar Hollywood, dat vanwege de grote afstand van Edisons woonplaats in New Jersey een gunstige plaats was om je er als filmmaker te vestigen.

### De opkomst van de avondvullende film en film als kunst
Op een standaard filmspoel kon voor circa 10 tot 15 minuten aan film worden opgeslagen, omdat die tijd precies lang genoeg was om de aandacht van de kijker, over het algemeen arbeiders, bij de film te houden.
De Australische film The Story of the Kelly Gang wordt meestal gezien als 's werelds eerste avondvullende film. De film duurde 70 minuten, ongehoord lang voor een film uit 1906. De film was geregisseerd door Dan Barry en Charles Tait uit Melbourne, en kostte zo'n 2250 dollar. Het duurde nog tot 1911 voordat ook andere landen dan Australië zich gingen wagen aan avondvullende films. In dat jaar waren er al 16 avondvullende films in Australië gemaakt.
Al snel kwam ook de avondvullende film in Europa in opkomst. Met internationale kassuccessen als Queen Elizabeth (Frankrijk, 1912), Quo Vadis (Italië, 1913) en Cabiria (Italië, 1914) verving de avondvullende film al snel de korte film.

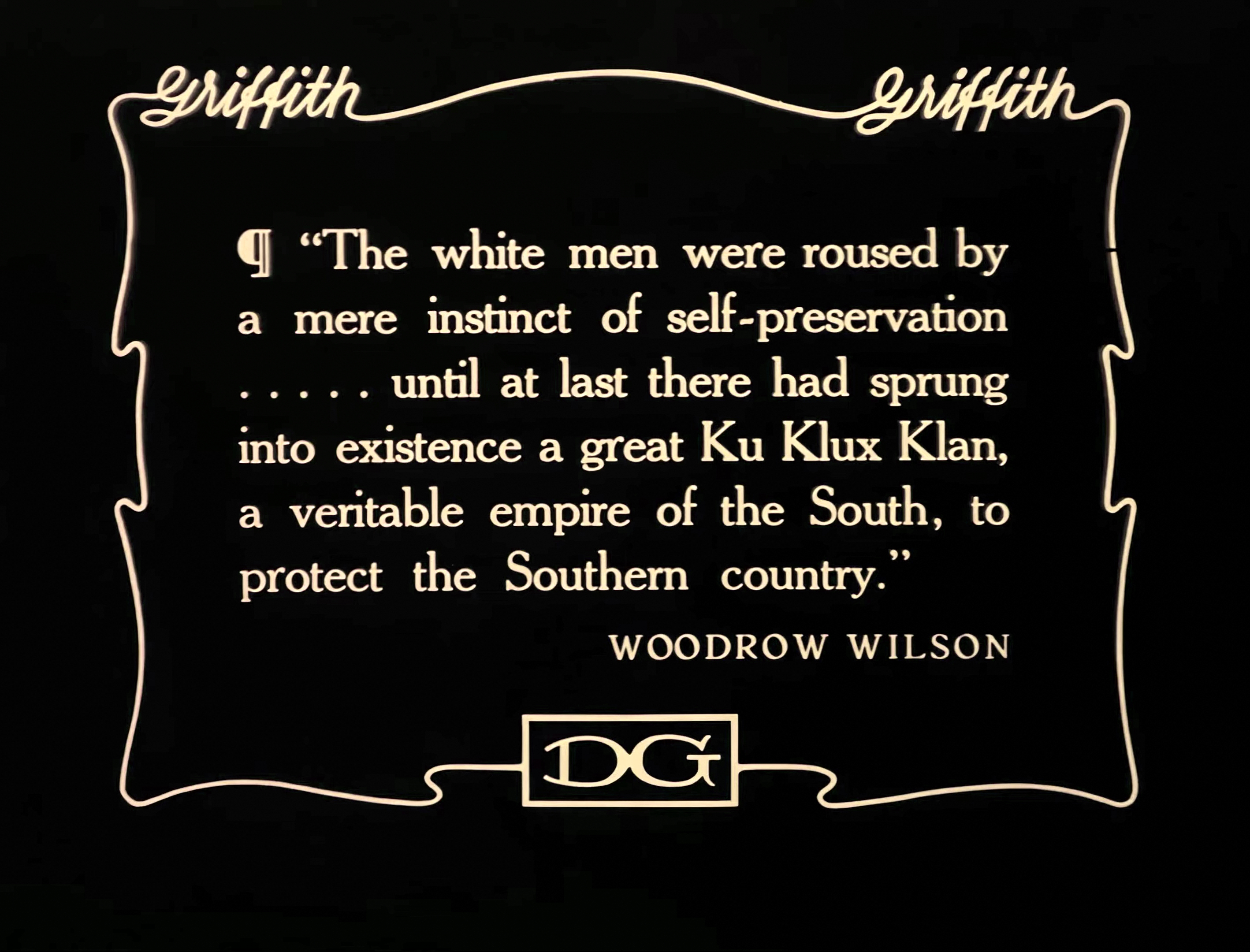
Intertitel uit The Birth of a Nation

Een van de bekendste vroege makers van lange speelfilms in de Verenigde Staten was regisseur D.W. Griffith. Hij maakte de twee historische epossen The Birth of a Nation (1915) en Intolerance (1916). Griffith en zijn productiegroep waren pioniers op het gebied van filmmontage en de visuele verhaalvertelling. Dit leidde tot de opstelling van de filmgrammatica. Beide films waren waarschijnlijk ook de eerste films die wijdverspreid zorgden voor een racismecontroverse.
Eveneens in opkomst waren verfilmingen van bekende literaire werken. Dit zorgde ervoor dat ook de hogere bevolkingsklassen naar de bioscoop werden getrokken. Sommige films werden en worden nog steeds gezien als belangrijke kunststukken uit de 20ste eeuw. De Franse gebroeders Lafitte begonnen in 1907 met de Films d'art. Deze films zouden de hogere bevolkingsklassen naar de filmtheaters moeten trekken. De hogeropgeleide klassen dachten namelijk dat film enkel iets voor niet-opgeleide mensen was en gaven dan ook de voorkeur aan traditioneel theater. Films d'art waren toneelstukken die werden opgenomen met de camera en werden afgespeeld in de filmtheaters. De meeste mensen waren slecht te spreken over deze nieuwe soort films. Het experiment toonde aan dat de film een andere taal spreekt dan theater.

### Opkomst van Hollywood
Tot het begin van de 20e eeuw waren de filmindustrieën in Frankrijk en Italië wereldwijd het meest populair en machtig. In de Verenigde Staten werd de film ook steeds machtiger, vooral toen de Europese filmindustrie instortte door de Eerste Wereldoorlog (1914-1918). De Amerikaanse filmindustrie, die vooral in "Hollywood" was gevestigd, werd na de Eerste Wereldoorlog het nieuwe belangrijkste filmcentrum van de wereld. Hollywoodfilms werden over de hele wereld verspreid en in vele landen werd de markt overheerst door de Amerikaanse film.
Rond de jaren 20 bereikte de Amerikaanse filmindustrie een hoogtepunt. Per jaar werden er circa 800 avondvullende films geproduceerd, genoeg voor 82% van het totaal aantal films dat wereldwijd werd geproduceerd. De komediefilms van Charlie Chaplin, Harold Lloyd en Buster Keaton, de avonturenfilms van Douglas Fairbanks, de jeugdfilms van Mary Pickford en de romantische films van Clara Bow, om een aantal voorbeelden te noemen, maakten deze personen wereldbekend. De visuele stijl van Westerse films werd gezien als basisvorm voor de wereldwijde filmindustrie.
De groei van het medium hing samen met de opkomst van de filmstudio's en de introductie van het "Star system", waarbij studio's acteertalenten uitzochten, hen vaak een nieuwe naam en achtergrond gaven om er zo grote filmsterren van te maken.
Tegelijkertijd ontmoedigde het strak gedisciplineerde commerciële systeem dat vooral op glamour en escapisme gericht was elk waagstuk en ambitie dat boven een bepaalde grens uitstak; een eersteklas voorbeeld daarvan is de kortdurende maar nog steeds legendarische regiecarrière van Erich von Stroheim aan het einde van de jaren 10 en in de jaren twintig die in zijn werk allerlei heilige huisjes omverschopte.
In 1915 wordt Technicolor geïntroduceerd, het allereerste kleurenfilmsysteem. Hierbij werden twee negatieven met verschillende gevoeligheden - een voor blauw en een voor rood/groen - tegelijk in de camera belicht en vervolgens tegelijk afgedrukt op kleurgevoelig positief materiaal. Het duurde nog tot de jaren 50 voordat de kleurenfilm goedkoop en handzaam genoeg was om te gebruiken in goedkopere producties.

### Hoogtepunt van de stomme film
In 1915 werd het verbod op de import van de buitenlandse films in Frankrijk opgeheven. Een groep Franse filmmakers werd geïnspireerd door de Hollywoodfilms en begon met het experimenteren met visuele effecten, opvallende camerastandpunten en belichting en ritmische videomontage. Deze manier van filmmaken kwam bekend te staan onder de naam "Frans impressionistische film". Hoewel Frankrijk een belangrijke rol in de opkomst van de filmindustrie speelde, was in die tijd, rond 1910-1920, niet Frankrijk maar Duitsland de grote concurrent voor Hollywood. Daar werd de expressionistische film ontwikkeld. Karakteristiek voor de expressionistische film zijn de sterk door de expressionistische schilderkunst beïnvloedde grotesk overtrokken achtergronden en decors en het sterke licht-donker contrast door middel van de belichting en geschilderde schaduwpartijen. Met een mix van surrealistische en symbolistische elementen werden hevige emoties en diepe betekenislagen opgeroepen. Daarnaast speelden de acteurs met grote dramatische gebaren, die afkomstig waren uit de daarvoor al bestaande expressionistische podiumkunst. Deze filmstroming beïnvloedde films wereldwijd, met name die uit het horrorgenre.
Ook in de Sovjet-Unie kwam de filmindustrie op gang. Films in de Sovjet waren opvallend anders dan films van bijvoorbeeld Hollywood. Er werd meer gebruikgemaakt van montagetechnieken, waardoor voorbij werd gegaan aan het oorspronkelijke doel van een film: het vertellen van een verhaal. Sergei Eisenstein perfectioneerde de techniek van de zogenaamde "dialectieke of intellectuele film". Door opvallende montage probeerde Eisenstein reacties bij het publiek uit te lokken. Zo maakte hij gebruik van metrische montage, waarbij gemonteerd wordt naar de lengte van een shot, en niet naar de inhoud. Op die manier kan het zo zijn dat, als er net iets belangrijks te gebeuren staat, die scène afgekapt wordt en er andere beelden worden vertoond. Eisenstein overtrad ook regelmatig de 180 graden-regel, waardoor twee objecten niet van enkel rechts of links gefilmd worden, maar van beide kanten.
In dezelfde tijd werd de eerste avondvullende stomme film gemaakt in India, door Dadasaheb Phalke. Phalke wordt gezien als de vader van de Indische cinema. De historische film, Raja Harishchandra, legde de basis voor een serie films met een historische setting. In de jaren 20 produceerde de Indische cinema al gemiddeld 27 films per jaar.
In de jaren 20 werden de mogelijkheden van de film steeds groter toen camera's compacter werden en de cameradolly geïntroduceerd werd. De filmindustrie werd groter en groter, en filmacteur of -actrice zijn werd een echt vak. De Duitse film Der letzte Mann uit 1924 maakte gebruik van de modernere technieken, de camera bewoog tijdens de opnamen van plaats en intertitels werden weinig gebruikt. Rond dezelfde tijd begon de ontwikkeling van de film met geluid op te komen.

## Film met geluid
Experimenteren met films met geluid begon resultaat te krijgen in de jaren 20. Daarvoor was er altijd het probleem van synchronisatie, het beeld en geluid moesten tegelijk afgespeeld worden. In 1926 introduceerde Warner Bros. het Vitaphone-systeem, waarmee geluidseffecten en orkestmuziek toegevoegd kon worden aan films. Het systeem werd voor bijna 2000 korte films gebruikt. Een jaar later bracht Warner de film The Jazz Singer uit, een grotendeels stomme film die korte stukken gesynchroniseerd geluid bevatte. Een jaar later werd de film Lights of New York uitgebracht, de eerste volledig gesynchroniseerde geluidsfilm.
De eerdere geluidsfilms maakten gebruik van zogenaamde "sound-on-disc"-systemen als Vitaphone, waarbij een grammofoonplaat met opgenomen geluid tegelijk werd afgespeeld bij de film. Die systemen werden al snel verdreven door "sound-on-film"-systemen als Fox Movietone, DeForest Phonofilm en RCA Photophone, waarbij het geluid op dezelfde filmstrook is opgeslagen als het beeld. In 1929 werden meerdere zeer bekende films met geluid uitgebracht, William Wellmans Chinatown Nights, The Man I Love, Rouben Mamoulians Applause en Blackmail van Alfred Hitchcock, de eerste Britse langspeelfilm met geluid. Met deze films werd er veel geëxperimenteerd met geluid, gebruik van microfoons en geluidsmontage. Ook de eerste klassieke Hollywood-musicalfilm werd in dit jaar geboren, door de introductie van film met geluid werd in 1929 de film The Broadway Melody uitgebracht. In Frankrijk werd korte tijd later de grote musicalfilm ook geïntroduceerd, de avant-garde regisseur René Clair produceerde daar onder andere de films Sous les toits de Paris (Onder de daken van Parijs, 1930) en Le Million (1931), twee komediefilms gecombineerd met zang en muziek. In India deed de musicalfilm het waarschijnlijk het best. De succesvolle traditionele dans- en muziekstijlen daar maakten de geluidsfilms daarvan tot een groot succes, waardoor Bollywood nog groter werd. Toch duurde het tientallen jaren voordat die films ook in de Westerse wereld ontdekt werden.
Aan het einde van de jaren 20 was bijna heel Hollywood overgeschakeld op de film met geluid, met meerdere concurrerende geluidssystemen. In andere delen van de wereld ging de overschakeling langzamer. In China en Japan bestonden de stomme film en de film met geluid jarenlang naast elkaar. Nog tot in de jaren 30 werden er enkele klassieke stomme films ontwikkeld in dit deel van de wereld, waaronder Shen Nu (China, 1934) en Otona no Miru Ehon - Umarete wa Mita ... (Japan, 1932). Maar zelfs in Japan stierven figuren als de "benshi", een live-commentator die stomme films begeleidde, uit door het einde van het stommefilmtijdperk.
De snelle omslag van stom naar geluid in Hollywood zorgde ervoor dat het aantal kleine onafhankelijke filmmakers afnam en de grote filmproducenten nog groter werden en meer bezoekers te verwerken kregen. Ondanks de Grote Depressie in de jaren 30 was de jaren 30 en gedeeltelijk de jaren 40 de succesvolste filmperiode van Hollywood. Veel bekende acteurs uit die tijd worden tegenwoordig gezien als de klassieke filmsterren, zoals Clark Gable, Katharine Hepburn, Humphrey Bogart en kindacteur Shirley Temple. Veel bekende filmacteurs uit het stommefilmtijdperk moesten hun carrière echter opgeven, zij konden niet overstappen op de geluidsfilm vanwege de enorme omslag, nieuwe films waren veel meer gericht op dialogen.
In Duitsland maakte Leni Riefenstahl naam met de speelfilm Das Blaue Licht en filmdocumentaires die sterk gekleurd waren door Nazi-propaganda, zoals Triumph des Willens en Olympia. Ook in Nederland beleefde de filmindustrie een opleving. De eerste geluidsfilm daar was Willem van Oranje, maar de geluidsfilm De Jantjes werd iets later uitgebracht en trok veel meer bezoekers. Een belangrijke ontwikkeling was in deze tijd ook de komst van het bioscoopjournaal met gesproken commentaar.
In de jaren 30 werden Amerikaanse misdaadfilms als Little Caesar en The Public Enemy populair. Komediefilms als The Front Page (1931) en It Happened One Night met grappige, snelle dialogen vervingen de slapstickfilms. In 1939 bereikte de filmindustrie opnieuw een top met de premières van twee tot op heden zeer bekende films: The Wizard of Oz en Gone with the Wind, waarbij het geluid een belangrijke rol speelde.

### Jaren 40: De invloed van de Tweede Wereldoorlog
Met de Tweede Wereldoorlog ontstond er een behoefte aan propaganda- en oorlogsfilms, die zorgde voor een ware renaissance in de Britse en Duitse filmindustrie. Zo werden er de films 49th Parallel (1941), Went the Day Well? (1942), The Way Ahead (1944) en de beroemde film In Which We Serve uitgebracht. Die laatste film won een Academy Award. Naast dit soort oorlogsfilms werden er ook wat meer flamboyantere films uitgebracht, waaronder The Life and Death of Colonel Blimp (1943), A Canterbury Tale (1944) en A Matter of Life and Death (1946). Laurence Olivier bracht in 1944 de film Henry V uit, gebaseerd op een toneelstuk van Shakespeare. Eveneens in Groot-Brittannië waren de komediefilms in opkomst. Voorop liep Ealing Studios, een van de oudste filmstudio's ter wereld die tot op heden nog bestaat, met Whisky Galore!, Passport to Pimlico, Kind Hearts and Coronets en The Man in the White Suit.
Een van de bekendste films uit de jaren 40 is Citizen Kane van RKO Pictures, een dramafilm die zeer vernieuwend op gebied van vele vlakken was, en een Oscar voor beste script won. Ook It's a Wonderful Life geniet tot op heden veel bekendheid. In dezelfde tijd beleefden de zogenaamde vrouwenfilms een hoogtepunt, met films als Now, Voyager, Random Harvest en Mildred Pierce. In Italië markeerde Ossessione uit 1943 het begin van het Italiaans neorealisme, een filmstroming met verhalen die zich afspelen onder de arme arbeiders, met veel lange shots.
In 1947 werd de Actors Studio opgericht door Elia Kazan, Cheryl Crawford en Robert Lewis, een organisatie en opleidingscentrum voor film- en theateracteurs, en scenarioschrijvers.
De terugkeer van de soldaten naar hun thuisland inspireerde filmproducent Samuel Goldwyn om een film te maken over deze gebeurtenis, hij liet William Wyler daarom de film The Best Years of Our Lives produceren. Eveneens geïnspireerd door de oorlog was Samuel Fuller, de oorlog beïnvloedde een groot aantal van zijn films.
Ten slotte mogen niet ongenoemd blijven de invloedrijke thrillers van Carol Reed (Odd Man Out, The Fallen Idol en The Third Man), David Lean met zijn Charles Dickens-verfilmingen (Great Expectations en Oliver Twist) en de films die mondden uit de samenwerking tussen Michael Powell en Emeric Pressburger (Black Narcissus en The Red Shoes).

### Jaren 50
Aan het begin van de jaren 50 werd Hollywood onderzocht door House Committee on Un-American Activities, een commissie die sympathisanten van on-Amerikaanse activiteiten als communisme moesten onderzoeken. Een groot aantal regisseurs en acteurs ondervonden last van deze onderzoeken, waaronder Paddy Chayefsky, Charlie Chaplin en Dalton Trumbo. Een gedeelte van hen besloot vervolgens te vluchten naar Europa, vooral naar Groot-Brittannië.
De tijdgeest van de Koude Oorlog-periode leidde tot een nieuwe soort films, waarin invasies van buitenaardse wezens een belangrijke rol speelden (waaronder Invasion of the Body Snatchers en The War of the Worlds).
De opkomst van het nieuwe medium televisie zorgde ervoor dat meerdere studio's en bioscopen hun deuren moesten sluiten. Het systeem van studio's die massa's films produceerden, het tegenovergestelde van onafhankelijke films, werd vaak bekritiseerd en zorgde voor de productie van enkele bekende films in de jaren 50. Voorbeelden hiervan zijn Sunset Boulevard (1950) en The Bad and the Beautiful.
20th Century Fox introduceerde in 1953 in de film The Robe Cinemascope, een extra breed bioscoopformaat. Paramount Pictures kwam het jaar erop eveneens met een nieuw, extra breed formaat, VistaVision. Dit systeem was succesvoller en wordt tot op heden nog regelmatig gebruikt. Groots opgezette films die gebaseerd zijn op geschiedkundige of Bijbelse verhalen werden gefilmd in deze formaten voor een extra grote kijkbelevenis. Voorbeelden van dit soort films zijn The Ten Commandments (1956), The Vikings (1958), Ben-Hur (1959), Spartacus (1960) en El Cid (1961).
De eerste stereoscopische kleurenfilm werd in 1952 uitgebracht, Bwana Devil. Hierop volgde een korte golf van stereofilms in de Amerikaanse bioscopen, waarvan House of Wax en Creature from the Black Lagoon waarschijnlijk de bekendste zijn. William Castle experimenteerde in dezelfde tijd met gimmicks om meer bioscoopbezoekers te trekken. Voor zijn film House on Haunted Hill liet hij een skelet door de bioscoopzaal zweven, en voor de film The Tingler werd een speciaal apparaat onder de stoel aangebracht dat zorgde voor een schok bij spannende scènes.
Doornroosje van Disney werd in 1959 uitgebracht, en was de laatste Disneyfilm die gebaseerd was op een sprookje in ongeveer dertig jaar. Aan Doornroosje, de zestiende Disney-animatiefilm, werd bijna tien jaar gewerkt.
De Indiase filmindustrie beleefde hoogtijdagen in de jaren 50, met meer dan 200 geproduceerde films per jaar. Meerdere Indiase films wonnen internationale prijzen. De Oscarwinnende regisseur Satyajit Ray won met zijn film Pather Panchali een prijs op het Filmfestival van Cannes.

### Jaren 60
In de jaren 60 werden steeds meer films wereldwijd opgenomen in plaats van Hollywood. Mary Poppins (1964), My Fair Lady (1964) en The Sound of Music (1965) zijn enkele populaire films uit deze tijd. De groei van het aantal onafhankelijke filmproducenten en -bedrijven zorgde ervoor dat het studiosysteem, waarbij enkele filmstudio's vrijwel de gehele filmmarkt bezitten, minder succesvol werd. Het is in deze tijd dat de zwart-witfilm verdwijnt en de kleurenfilm steeds vaker gebruikt wordt.
In Frankrijk komen in de jaren 50 en 60 de nouvelle vague-regisseurs op, zoals François Truffaut en Jean-Luc Godard. Met hun films Les Quatre Cents Coups en À bout de souffle probeerden ze de Hollywoodclichés uit die tijd te doorbreken. In Italië wordt de  film La dolce vita van Federico Fellini uitgebracht. Eveneens uit Italië komen de zogenaamde spaghettiwesterns van regisseur Sergio Leone, waarin geluidseffecten en ook de dramatische muziek van componist Ennio Morricone een prominente rol spelen. In Zweden begint filmmaker Ingmar Bergman met het maken van films.
In Groot-Brittannië kwam de British New Wave op, die in grote lijnen vergelijkbaar is met de Franse nouvelle vague. Regisseurs die zich hadden aangesloten bij deze New Wave wilden het leven zo realistisch mogelijk afbeelden, met beelden van de arbeidersklasse. Deze films werden vaak gezien als pseudodocumentaires. Bekende films uit deze stroming zijn Saturday Night and Sunday Morning, A Kind of Loving en This Sporting Life. In 1962 werd een film uitgebracht die bijna recht tegenover deze nieuwe stroming stond maar wel een groot succes was, Dr. No. Deze film, de eerste James Bondfilm, en met Sean Connery in de hoofdrol, zette de basis voor de moderne actiefilm. De editors van de film kregen de opdracht te knippen waar het kan, waardoor de film veel meer vaart heeft dan andere uit die tijd. De film bevatte voor die tijd veel naaktscènes en geweld. Dr. No was het begin van een reeks succesvolle boekverfilmingen, waarvan Spectre van 2015 tot nu toe de laatste uit de reeks is.
De dreiging van een atoomoorlog tussen de Verenigde Staten en de Sovjet-Unie had effect op meerdere films, waaronder Dr. Strangelove van Stanley Kubrick en Fail-Safe. Sommige van deze films leverden zelfs kritiek op de Verenigde Staten, terwijl Hollywood in de periode ervoor nog bekendstond om zijn oorlogspropaganda.
In de Verenigde Staten en Canada ontstond de Direct Cinema, een filmgenre die documentaires zo realistisch mogelijk wilde maken. Het draait hierbij puur om de beelden, en niet om het commentaar of de interviews.

#### Bekende films
Bonnie and Clyde (1967), The Good, the Bad and the Ugly (1966), The Graduate (1967), 2001: A Space Odyssey (1968), Rosemary's Baby (1968), Midnight Cowboy (1969), Easy Rider (1969) en The Wild Bunch (1969).

### Jaren 70: New Hollywood
| Grootste filmindustrieën in 1975 |                  |        |
| Rang                             | Land             | Aantal |
| 1.                               | India            | 471    |
| 2.                               | Japan            | 333    |
| 3.                               | Verenigde Staten | 258    |
| 4.                               | Italië           | 230    |
| 5.                               | Frankrijk        | 222    |
| ...                              | Nederland        | 16     |
| ...                              | België           | 14     |
| Wereldwijd                       | Wereldwijd       | 3.692  |

De jaren zeventig betekende het einde van de Hays Code en de opkomst van een nieuwe generatie filmmakers. Onder de naam New Hollywood maakten filmmakers als Brian De Palma, Steven Spielberg, Francis Ford Coppola en Martin Scorsese hun debuut met succesvolle, eigenzinnige films. Kenmerken voor dit soort films zijn de vervaagde grenzen tussen de protagonist en de antagonist, plottwists en een niet-chronologische verhaalvertelling.

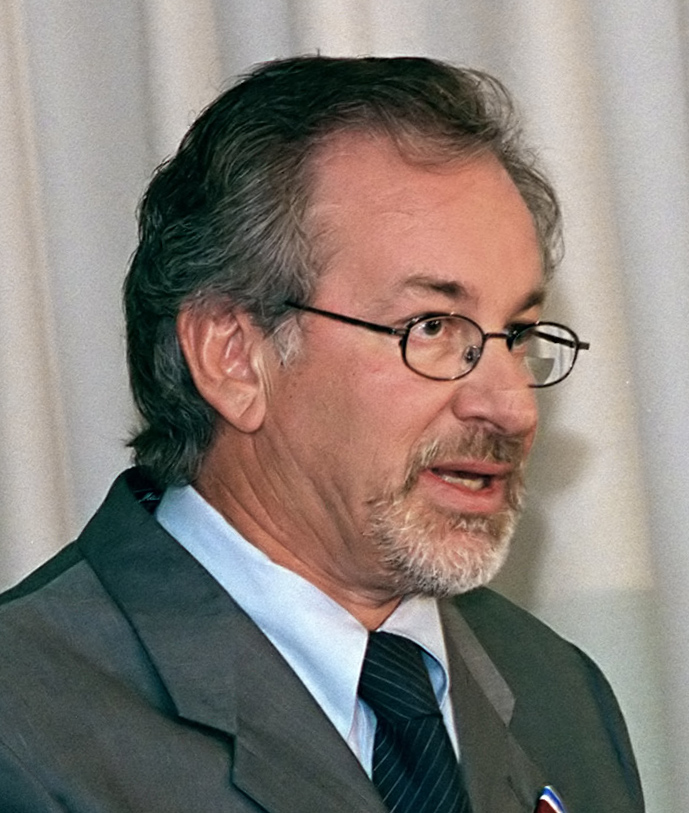
Steven Spielberg

In de jaren zeventig kwam de auteurtheorie op, die ervan uitgaat dat niet een heel team van filmmakers een film tot wat hij is maakt, maar één persoon. Filmproducenten gaven filmmakers als George Lucas en Steven Spielberg financiële vrijheid om zelf een film te maken. Steven Spielberg werd door deze zogenaamde "auteurtheorie" als het ware gezien als de "auteur" van zijn films. De auteurtheorie leidde tot kassuccessen als The Godfather, Jaws, Close Encounters of the Third Kind en Star Wars. Toch flopten er ook een aantal films, waaronder At Long Last Love van Peter Bogdanovich en Michael Cimino's extreem dure historische film Heaven's Gate. Die laatste film bracht distributeur en productiemaatschappij United Artists diep in de financiële problemen; de film kostte 44 miljoen dollar maar bracht nog geen vier miljoen dollar op. Filmproducenten zagen wat voor schade een geflopte film kan aanrichten en werden daarom voorzichtiger, ze produceerden voortaan minder films, maar staken wel meer geld in grote blockbusters. Steven Spielbergs Jaws en Star Wars worden gezien als de oorsprong van de moderne blockbusters.
In de Verenigde Staten wordt in deze tijd de pornografische film legaal. Onder de naam "adult cinemas" verschijnen bioscopen in het straatbeeld die deze films vertonen. De film Deep Throat met Linda Lovelace werd een fenomeen in zijn genre. De opkomst van de videorecorder zorgde ervoor dat consumenten thuis pornografische films kunnen kijken.
Aan het einde van de jaren zeventig werd voor het eerst de Australische cinema belangrijker, als Peter Weirs films Picnic at Hanging Rock en The Last Wave, en Fred Schepisi's The Chant of Jimmie Blacksmith worden uitgebracht. In 1979 is men over het algemeen positief over de gewelddadige, low-budget-actiefilm Mad Max. Die film betekende de doorbraak voor Mel Gibson.

### Jaren 80: Blockbusters en VHS
In de jaren 80 nam het aantal consumenten dat films op hun videorecorders kijkt steeds meer toe. Begin jaren 80 probeerden filmstudio's langs gerechtelijke weg een verbod te bewerkstelligen op videorecorders als overtreding van het auteursrecht, maar al snel zagen de studio's in de verkoop van films op video een heel nieuwe markt open liggen, waarmee voor het grote publiek in feite de huisbioscoop bereikbaar werd. Naast de verkoop van speelfilms en documentaires bleek ook de verspreiding van pornofilms op video een stimulans voor de ontwikkeling en popularisering van deze innovatie.
De samenwerking Lucas-Spielberg werd in de jaren 80 bewezen toen ze achterelkaar uiterst succesvolle filmseries lanceerden; Star Wars, Jaws en Indiana Jones. Apart van elkaar boekten ze ook succes, Lucas begon THX Ltd, een bedrijf dat een standaard ontwikkelde voor filmgeluidsapparatuur, terwijl Spielberg ook nog enkele kleinschalige maar succesvolle films regisseerde, E.T. De onafhankelijke film kreeg het in de jaren 80 steeds moeilijker, alhoewel Martin Scorsese's films daarop een uitzondering vormen. Hij maakte de films Raging Bull (1980), After Hours (1985) en The King of Comedy (1983), die hem tot een van de beroemdste regisseurs van deze tijd maakten. Regisseur Tim Burton beleefde in de jaren 80 eveneens zijn doorbraak, maar dan met een groots opgezette film, Batman, met Jack Nicholson. Nicholson kreeg voor zijn rol The Joker 50 miljoen dollar, tegenwoordig nog een ongehoord hoog bedrag.
De Britse cinema genoot in de jaren 80 extra populariteit door de oprichting van de filmmaatschappij Goldcrest Films door David Puttnam. Deze maatschappij produceerde in de jaren 80 een groot aantal films voor de hogere klasse, waaronder Chariots of Fire, Gandhi, The Killing Fields en A Room with a View. Door de opkomst van kleinere producties als de hiervoor genoemde films werd het distributiesysteem in Hollywood veranderd, kleine films werden gelimiteerd uitgebracht terwijl blockbusters wereldwijd in duizenden theaters gedraaid werden. In Nederland kreeg de film een opleving als de nieuwe regisseur Paul Verhoeven de kassuccessen Wat Zien Ik!?, Keetje Tippel, Soldaat van Oranje en Turks Fruit regisseert.

### Jaren 90: Opkomst van de dvd, de onafhankelijke film en computeranimatie
| Grootste filmindustrieën in 1995                         |                                                          |        |
| Rang                                                     | Land                                                     | Aantal |
| 1.                                                       | India                                                    | 795    |
| 2.                                                       | Verenigde Staten                                         | 631    |
| 3.                                                       | Japan                                                    | 289    |
| 4.                                                       | Filipijnen                                               | 175    |
| 5.                                                       | Hongkong                                                 | 154    |
| ...                                                      | Nederland                                                | 18     |
| ...                                                      | België                                                   | 8      |
| Wereldwijd (geen gegevens van Irak, Pakistan en Turkije) | Wereldwijd (geen gegevens van Irak, Pakistan en Turkije) | 3.329  |

Aan het begin van de jaren 90 werd de onafhankelijke film steeds succesvoller in de Verenigde Staten, alhoewel grote films, volgeladen met special effects, nog steeds veruit het succesvolst zijn. Digitale animatie, oftewel CGI, werd in de jaren 90 steeds belangrijker. De film Terminator 2: Judgment Day betekende een grote doorbraak op het gebied van computeranimatie, en ook Titanic en Jurassic Park maakte volop gebruik van nieuwe beschikbare technieken. Door CGI stegen de filmkosten wel de pan uit, Titanic kostte 200 miljoen dollar, en Terminator 2 100 miljoen dollar, een enorme toename in vergelijking met de jaren 80. Dit soort grootse films betekende een toename van het aantal bioscoopbezoekers in de jaren 90. Bekende, onafhankelijke films uit deze tijd komen van nieuwe regisseurs als Steven Soderbergh (met Sex, Lies, and Videotape) en Quentin Tarantino (Reservoir Dogs, Pulp Fiction). De bekendste producent van onafhankelijke films uit de jaren 90 is waarschijnlijk Miramax Films.
Animatiefilms werden een nieuw leven ingeblazen. Disney wist met Belle en het Beest, Aladdin en The Lion King enorme successen te boeken. In 1995 verscheen de eerste volledig computergeanimeerde film, Toy Story, van Pixar. Deze film was eveneens een groot succes, maar ook Disney bleef successen boeken met zijn traditioneel geanimeerde films, waaronder De klokkenluider van de Notre Dame (1996), Hercules (1997) en Mulan (1998). Ook Disney besloot in 1999 voor het eerst over te gaan op een avondvullende computeranimatiefilm, en deed dat succesvol met de film Tarzan.
EON Productions kwam in de jaren 90 met een nieuwe James Bondacteur, Pierce Brosnan. Mede door hem werden de James Bondfilms een succesvol nieuw leven in geblazen, GoldenEye bracht ruim twee keer zo veel geld op als Licence to Kill zes jaar eerder. Ook de films erna bleven het zeer goed doen.
In Nederland wordt de opleving van de film in de jaren zeventig voortgezet met successen als Flodder, Abel, Ciske de Rat en De lift en De aanslag. Paul Verhoeven wordt opgemerkt in Hollywood en wordt daar bekend vanwege zijn groots opgezette sciencefictionfilms.
De overgang van analoge technieken naar digitale technieken werd ook snel merkbaar in de filmindustrie. Veel filmstudio's gingen over van fysieke film als opslagmedium naar digitale opslagmedia. Aan het einde van de jaren 90 kwam de dvd onder consumenten in opkomst, en werd na twintig jaar afscheid genomen van de VHS-banden.

### 21ste eeuw
| Grootste filmindustrieën in 2005 |                                  |        |
| Rang                             | Land                             | Aantal |
| 1.                               | India                            | 1.041  |
| 2.                               | Verenigde Staten                 | 699    |
| 3.                               | Japan                            | 356    |
| 4.                               | China (excl. Hongkong en Taiwan) | 260    |
| 5.                               | Frankrijk                        | 240    |
| ...                              | België                           | 28     |
| ...                              | Nederland                        | 24     |
| Wereldwijd                       | Wereldwijd                       | 4.603  |

Voor het eerst werd ook documentairefilm belangrijk in de commerciële filmindustrie, met successen als March of the Penguins en Michael Moore's Bowling for Columbine en Fahrenheit 9/11. Een nieuw filmgenre werd bedacht door Martin Kunert en Eric Manes, onder de naam Voices of Iraq maakten zij een film door 150 goedkope DV-camera's te verspreiden onder de bevolking in Irak en hen te laten filmen. De première van de film Gladiator in 2000 zorgde voor een stroom aan historische (vaak gedeeltelijk incorrecte), grootopgezette Hollywoodfilms, zoals Troy, Kingdom of Heaven, 300 en Alexander. Traditionele tekenfilms, zoals die van Disney, floppen steeds vaker, terwijl de computeranimatiefilms het steeds beter en beter doen. De Pixarfilms Finding Nemo, Cars en Ratatouille waren ieder grote successen, terwijl ook nieuwkomer DreamWorks Animation het zeer goed doet met Shrek en de drie vervolgen. 20th Century Fox kwam met Ice Age, eveneens een groot succes. Met Pirates of the Caribbean: The Curse of the Black Pearl wordt voor het eerst in jaren een succesvolle piratenfilm gemaakt. Uit deze film ontstonden drie vervolgen, waarvan het budget van het derde deel tot recordhoogte steeg, 300 miljoen dollar.
Eveneens wordt de 3d-film opnieuw populair, met de première van films als Avatar (2009), de dan succesvolste film aller tijden.
Het succes van de Europese film neemt in de nieuwe eeuw meer toe. In 2005 werden er wereldwijd 4603 films geproduceerd, 7,8% meer dan het jaar ervoor. Die toename was grotendeels te danken aan de toename van de West-Europese films, 1009 werden er daarvan in 2005 geproduceerd. De vijf grootste Europese filmindustrieën blijven Frankrijk, Spanje, Italië, Duitsland en Groot-Brittannië.
Consumentenelektronica als camera's, dvd-spelers en thuisbioscopen werden steeds goedkoper. Was men twintig jaar geleden nog duizenden guldens of Belgische franken kwijt aan filmapparatuur, een nieuwe camera kost tegenwoordig enkele honderden euro's. De dvd gaf consumenten de mogelijkheid om films ook thuis met indrukwekkend geluid af te spelen. Om de dvd-verkopen te stimuleren steken filmstudio's veel geld in "making of"-documentaires en andere "special features". De opkomst van het internet zorgt voor een nieuw probleem: filmpiraterij, waarbij filmpiraten complete speelfilms op het internet plaatsen en consumenten die weer kosteloos kunnen downloaden. Veel filmstudio's zien echter een heel nieuwe markt: het verspreiden van films via het internet tegen betaling. De meeste van dit soort diensten zijn tot op heden nooit van de grond gekomen.